# Levittown (Pennsylvania)
Levittown ist ein Census-designated place im Bucks County von Pennsylvania.  Obwohl es keine Gemeinde ist, wird es manchmal als der größte Vorort von Philadelphia in Pennsylvania angesehen. Das U.S. Census Bureau hat bei der Volkszählung 2020 eine Einwohnerzahl von 52.699 ermittelt. Levittown wurde von William Levitt und seiner Firma Levitt & Sons als geplante Vorstadtsiedlung entworfen. Levittown ist keine Gemeinde, obwohl es in den frühen 1950er Jahren Bestrebungen zur Gemeindegründung gab. Einige Einwohner von Levittown befürchteten jedoch, dass eine Gemeindegründung zu höheren Steuern führen würde.

## Geschichte
Der Großteil des Grundstücks, auf dem Levittown gebaut ist, wurde 1951 erworben. Der Bau von Levittown begann im Februar 1952, kurz nach der Fertigstellung von Levittown in New York, das auf Long Island liegt. Levittown in Pennsylvania war der zweite Ort namens Levittown, welcher von William J. Levitt gebaut wurde, der oft als Schöpfer der modernen amerikanischen Vorstadt angesehen wird. Um den Bau zu beschleunigen, perfektionierte Levitt & Sons eine 26-stufige, rationalisierte Baumethode, die im Wesentlichen eine Art Fließbandhausbau war. Das Haus blieb stationär, während die Bauarbeiter von Haus zu Haus zogen. Jeder Arbeiter hatte eine Aufgabe, wie z. B. das Gießen von Platten, das Einrahmen, die Installation von Steckdosen oder die Installation von Waschmaschinen. Dieser hochgradig reglementierte Prozess ermöglichte es den Levitt-Arbeitern, alle 16 Minuten ein fertiges Haus zu produzieren. Der Bau der Häuser begann 1952, und als er 1958 abgeschlossen war, waren 17.311 Häuser gebaut.
Levitt & Sons verkaufte keine Häuser an Afroamerikaner. 1957 führte der Einzug einer afroamerikanischen Familie nach Levittown zu Unruhen in der Bevölkerung und Angriffen auf diese, was ein Eingreifen der staatlichen Behörden erforderte.
Aufgrund ihrer stilbildenden Architektur hat die Siedlung seit 2017 den Status eines Pennsylvania State Historical Markers.

## Demografie
Nach der Volkszählung von 2010 leben in Levittown 52.983 Menschen. Die Bevölkerung teilt sich im selben Jahr auf in 89,1 % Weiße, 4,9 % Afroamerikaner, 1,7 % Asiaten und 2,3 % mit zwei oder mehr Ethnizitäten. Hispanics oder Latinos aller Ethnien machten 7,5 % der Bevölkerung aus. Das mittlere Haushaltseinkommen lag bei 81.107 US-Dollar und die Armutsquote bei 5,7 %.

## Persönlichkeiten
- Earl Williams (* 1951), israelisch-US-amerikanischer Basketballspieler